# بويعقوبات (لمريجة)
بويعقوبات هي إحدى مشيخات المملكة المغربية، تتبع جغرافيا لإقليم جرسيف وإداريًا للمريجة. يقدر عدد سكانها بـ 1575 نسمة حسب الإحصاء الرسمي للسكان والسكنى لسنة 2004.